# Perrillo
Perrillo is een plaats (frazione) in de Italiaanse gemeente Sant'Angelo a Cupolo.